# علی میردریکوندی
علی میردریکوندی (زادهٔ ۱۳۲۱ خورشیدی در بروجرد) (همچنین با نام‌ «گونگا دین» نیز شناخته می‌شود) نویسندهٔ اهل ایران بود که عمدتاً برای دو کتاب برجسته‌اش یعنی بهشتی برای گونگادین نیست (یک فابل به زبان انگلیسی) و نورافکن که حماسه‌ای است عامه‌پسند و در ۱۷ جلد، شهرت دارد.
هر دوی این کتاب‌ها در اواسط قرن بیستم میلادی و با نثر انگلیسی شکسته نوشته شده‌اند.

## زندگی و آثار
در مورد زندگی میردریکوندی اطلاعات نسبتاً کمی وجود دارد؛ جز این که او یک بومی لرستانی بود که علی‌رغم سواد کم توانسته بود زبان انگلیسی را به تنهایی و بدون مدرس بیاموزد تا حدی که قادر به خواندن، نوشتن و انتشار نوشته‌هایش به این زبان باشد.
میردریکوندی کتاب بهشتی برای گونگادین نیست را زمانی نوشت که در طول جنگ جهانی دوم در تهران در یک مهمانخانه سربازان مشغول به کار بود؛ سپس آن را به همینگ که یک افسر انگلیسی و نیز در حکم راهنمایش بود؛ داد. آخرین دیدار همینگ با میردریکوندی در سال ۱۹۴۹ رخ داد؛ همینگ پس از آن رمان میردریکوندی را در بریتانیا انتشار داد و البته در زمان انتشار کتاب زندگی و شرایط نویسنده به‌طور کلی برای مخاطبان نامشخص بود و گویا به همین دلیل بود برخی از منابع اصرار داشتند که میردریکوندی در واقع شخصیتی خیالی است و داستان در حقیقت توسط همینگ یا زهنر نوشته شده‌است.
با انتشار کتاب در سال ۱۹۶۵، مطبوعات ایران جستجویی عمومی برای میردریکوندی انجام دادند، کسی که از او با عنوان «میلیونر گم‌شده» یاد می‌شد. پس از آن برادرش، یکی از همکلاسی‌های سابقش و دیگر افرادی که او را می‌شناختند، اطلاعات بیشتری به دست دادند از جمله اینکه وی در بین سال‌های ۱۹۱۶ تا ۱۹۱۸ و در یکی از روستاهای استان لرستان به دنیا آمده‌است. همهٔ این اتفاقات در روزگاری جریان داشتند که سلسله پهلوی آغاز به سرکوب عشایر شورشی لرستان کرده بود. در اندک زمانی استعدادهای علی جوان مورد توجه قرار گرفتند و او به یک مدرسه که مختص پسران رهبران طایفه بود فرستاده شد؛ مدرسه‌ای که یکی از اهدافش این بود که کودکان راهزنی و سرقت را نیاموزند. طبق گفته‌ها او پس از مشاجره با پسر مسئول مدرسه، تحصیل را ترک گفت و در بحبوحهٔ آغاز جنگ جهانی دوم و اشغال ایران توسط متفقین شروع به کار برای اداره راه‌آهن نمود.